# Хорошие девчонки
«Хорошие девчонки» (англ. Good Girls) — американский криминальный комедийно-драматический телесериал, созданный Дженной Бэнс. Главные роли исполняют Кристина Хендрикс, Ретта и Мэй Уитман. Премьера сериала состоялась 26 февраля 2018 года на телеканале NBC.
7 мая 2018 года сериал был продлён на второй сезон.
12 апреля 2019 года канал NBC продлил телесериал на третий сезон. 14 августа 2019 стало известно что в третьем сезоне будет 16 серий.
Премьера третьего сезона состоится на канале NBC 16 февраля 2020 года. 15 мая 2020 года телеканал NBC продлил телесериал на четвёртый сезон. Его премьера состоится 7 марта 2021 года. 25 июня 2021 года телеканал NBC закрыл телесериал после четырёх сезонов.

## Сюжет
Сериал рассказывает о трёх женщинах из пригорода, которые с трудом пытаются свести концы с концами. Они устали от того, что их всего лишают, и поэтому решают ограбить супермаркет с помощью игрушечного пистолета.

## В ролях

### Основной состав
- Кристина Хендрикс — Бет Боланд
- Ретта — Руби Хилл
- Мэй Уитман — Энни Маркс
- Рено Уилсон — Стэн Хилл
- Мэнни Монтана — Рио
- Мэттью Лиллард — Дин Боланд
- Лидия Хьюитт — Сара Хилл
- Иззи Станнард — Сэди Маркс

### Второстепенныйсостав
- Зак Гилфорд — Грег
- Дэвид Хорнсби — Лесли

## Обзор сезонов
| Сезон | Сезон | Эпизоды | Дата показа     | Дата показа    | Рейтинг Нильсона | Рейтинг Нильсона       |
| Сезон | Сезон | Эпизоды | Премьера        | Финал          | Ранк             | Зрители США (миллионы) |
| ----- | ----- | ------- | --------------- | -------------- | ---------------- | ---------------------- |
|       | 1     | 10      | 26 февраля 2018 | 30 апреля 2018 | 71               | 6.07                   |
|       | 2     | 13      | 3 марта 2019    | 26 мая 2019    | 122              | 3.75                   |
|       | 3     | 11      | 16 февраля 2020 | 3 мая 2020     | 93               | 3.42                   |
|       | 4     | 16      | 7 марта 2021    | 22 июля 2021   | TBA              | TBA                    |

## Отзывы критиков
На сайте-агрегаторе Rotten Tomatoes сериал держит 61 % «свежести», что основано на 33-х отзывах критиков со средним рейтингом 5,64/10. На Metacritic сериал получил 60 баллов из ста, что основано на 21-й «положительной и средней» рецензии.